# École carolingienne
Cet article court présente un sujet plus développé dans : Renaissance carolingienne.
Les écoles carolingiennes comprenaient un certain nombre d'établissements d'enseignement qui ont eu une part importante dans la renaissance carolingienne, plus précisément les écoles cathédrales et les écoles monastiques.